# Далекий туризм
Дале́кий тури́зм — організація туристичних подорожей за межами постійного місця проживання на далекі відстані, що потребують тривалої подорожі.
До прикладу, далекі тури в Євразії — пустельний район на півночі Китаю в провінції Сінцзян. Розташоване неподалік у передгір'ях Тянь-Шаню місто Урумчі — історичне місто, важливий пункт на великому Шовковому Шляху. Крім того, Урумчі — одне з найпопулярніших у туристів китайських місць, оскільки занесений до книги рекордів Гіннеса, як найвіддаленіше від моря місто на планеті — до найближчого узбережжя звідси треба добиратися 2500 км.